# Peter Whitehead (pilota automobilistico)
Peter Nield Whitehead, detto Pat (Menstone, 12 novembre 1914 – Lasalle, 21 settembre 1958), è stato un pilota automobilistico britannico.

## Carriera
La sua carriera nel mondo dell'automobilismo iniziò prima della seconda guerra mondiale, grazie anche alla sua facoltosa famiglia, e lo portò a vincere alcune gare alla guida della English Racing Automobiles, tra cui il Gran Premio d'Australia del 1938.
Riprese a correre nel dopoguerra e il suo maggior successo in carriera fu la vittoria nel 1951 della 24 Ore di Le Mans su Jaguar, casa con cui corse varie gare destinate alle Sport Prototipo.
Gareggiò anche con vetture monoposto e partecipò ad alcune gare in Formula 1 tra il 1950 e il 1954, ottenendo quale miglior risultato un podio in occasione del Gran Premio di Francia 1950.
Viene anche ricordato per essere il primo pilota a cui Enzo Ferrari cedette una sua vettura di Formula 1; la sua partecipazione al Campionato mondiale di Formula 1 del 1950 avvenne infatti in forma privata.
Trovò la morte nel 1958 mentre disputava il Tour de France automobile.

## Risultati

### Formula 1
| 1950 | Scuderia       | Vettura        |  |    |  |  |  |   |   |  |  | Punti | Pos. |
| ---- | -------------- | -------------- |  | -- |  |  |  | - | - |  |  | ----- | ---- |
| 1950 | Pilota privato | Ferrari 125 F1 |  | NP |  |  |  | 3 | 7 |  |  | 4     | 9º   |

| 1951 | Scuderia       | Vettura        |    |  |  |     |   |  |     |  |  | Punti | Pos. |
| ---- | -------------- | -------------- | -- |  |  | --- | - |  | --- |  |  | ----- | ---- |
| 1951 | Pilota privato | Ferrari 125 F1 | 13 |  |  | Rit | 9 |  | Rit |  |  | 0     |      |

| 1952 | Scuderia       | Vettura     |  |  |  |     |    |  |  |    |  | Punti | Pos. |
| ---- | -------------- | ----------- |  |  |  | --- | -- |  |  | -- |  | ----- | ---- |
| 1952 | Pilota privato | Ferrari 125 |  |  |  | Rit | 10 |  |  | NQ |  | 0     |      |

| 1953 | Scuderia       | Vettura    |  |  |  |  |  |   |  |  |  | Punti | Pos. |
| ---- | -------------- | ---------- |  |  |  |  |  | - |  |  |  | ----- | ---- |
| 1953 | Pilota privato | Cooper T24 |  |  |  |  |  | 9 |  |  |  | 0     |      |

| 1954 | Scuderia       | Vettura    |  |  |  |  |     |  |  |  |  | Punti | Pos. |
| ---- | -------------- | ---------- |  |  |  |  | --- |  |  |  |  | ----- | ---- |
| 1954 | Pilota privato | Cooper T24 |  |  |  |  | Rit |  |  |  |  | 0     |      |

| Legenda | 1º posto     | 2º posto | 3º posto    | A punti         | Senza punti/Non class.  | Grassetto – Pole position Corsivo – Giro più veloce |
| Legenda | Squalificato | Ritirato | Non partito | Non qualificato | Solo prove/Terzo pilota | Grassetto – Pole position Corsivo – Giro più veloce |

### 24 Ore di Le Mans
| Anno | Classe | N° | Gomme | Vettura                                        | Squadra          | Co-piloti        | Giri | Pos. Assol. | Pos. di Classe |
| ---- | ------ | -- | ----- | ---------------------------------------------- | ---------------- | ---------------- | ---- | ----------- | -------------- |
| 1950 | S 5.0  | 16 | D     | Jaguar XK120S Jaguar 3.4L I6                   | Peter Walker     | John Marshall    | 225  | 15º         | 8º             |
| 1951 | S 5.0  | 20 | D     | Jaguar XK120-C Jaguar 3.4L I6                  | Peter Walker     | Peter Walker     | 267  | 1º          | 1º             |
| 1952 | S 5.0  | 19 | D     | Jaguar XK120-C Jaguar 3.4L I6                  | Jaguar           | Ian Stewart      |      | DNF         | DNF            |
| 1953 | S 5.0  | 19 | D     | Jaguar XK120-C Jaguar 3.4L I6                  | Jaguar           | Ian Stewart      | 297  | 4º          | 3º             |
| 1954 | S 5.0  | 15 | D     | Jaguar D-Type Jaguar 3.4L I6                   | Jaguar           | Ken Wharton      | 131  | DNF         | DNF            |
| 1955 | S 5.0  | 11 | D     | Cooper T38 Jaguar 3.4L I6                      | Cooper           | Graham Whitehead | 38   | DNF         | DNF            |
| 1957 | S 5.0  | 5  | D     | Aston Martin DBR2/370 T38 Aston Martin 3.7L I6 | David Brown      | Graham Whitehead | 81   | DNF         | DNF            |
| 1958 | S 3.0  | 5  | A     | Aston Martin DB3S T38 Aston Martin 3.0L I6     | Graham Whitehead | Graham Whitehead | 293  | 2º          | 2º             |